# گاییتانو کاستروویلی
گاییتانو کاستروویلی (ایتالیایی: Gaetano Castrovilli؛ زادهٔ ۱۷ فوریهٔ ۱۹۹۷) بازیکن فوتبال اهل ایتالیا است که برای‌ باشگاه فیورنتینا بازی می‌کند.